# Nancy Chelangat Koech
Nancy Chelangat Koech, née le 16 avril 1995, est une athlète handisport kényane concourant en T11 pour les athlètes ayant une déficience visuelle. Elle remporte une médaille de bronze aux Jeux de 2020. Elle coure avec un guide, son frère Geoffrey Kiplangat.

## Carrière
Aux Jeux paralympiques d'été de 2020, Koech remporte la médaille de bronze du 1 500 m T11 en 4 min 45 s 58 derrière la Mexicaine Mónica Olivia Rodríguez (4 min 37 s 40) et la Sud-Africaine Louzanne Coetzee (4 min 40 s 96). Elle avait déjà remporté la médaille d'argent sur la même distance aux Jeux de 2016.

## Palmarès

### Jeux paralympiques
- Jeux paralympiques d'été de 2016 à Rio de Janeiro :
  -  1 500 m T11
- Jeux paralympiques d'été de 2020 à Tokyo :
  -  1 500 m T11